# Voetbalkampioenschap van Harz 1908/09
In 1908/09 werd het eerste voetbalkampioenschap van Harz gespeeld. De competitie werd opgericht op 12 september 1908 op aangeven van de club SC Thale. Op 1 oktober 1908 werd begonnen met een competitie. Op 8 maart 1909 werd de competitie lid van de Midden-Duitse voetbalbond. De volledige eindstand is niet meer bekend, enkel dat Askania Aschersleben de finale om de titel won tegen Germania Halberstadt. Deze wedstrijd werden geruime tijd na de Midden-Duitse eindronde gespeeld. 

## 1. Klasse
| Plaats | Club                            | Wed. | W | G | V | Saldo | Ptn.  |
| ------ | ------------------------------- | ---- | - | - | - | ----- | ----- |
| 1.     | FC Germania Halberstadt         | 9    | 7 | 2 | 0 | 36:09 | 16:02 |
| 2.     | FC Askania Aschersleben         | 6    | 3 | 3 | 0 | 22:12 | 09:03 |
| 3.     | FK Britannia Quedlinburg        | 8    | 2 | 3 | 3 | 12:12 | 07:09 |
| 4.     | SC Thale                        | 8    | 2 | 0 | 6 | 21:24 | 04:12 |
| 5.     | Leopoldshall-Staßfurter BC 1908 | 6    | 1 | 1 | 4 | 09:29 | 03:09 |
| 6.     | Kaufmännischer TV Halberstadt   | 2    | 1 | 1 | 0 | 02:02 | 03:01 |
| 7.     | FC Fortuna Quedlinburg          | 2    | 1 | 0 | 1 | 03:06 | 02:02 |
| 8.     | FC Wacker Halberstadt           | 5    | 1 | 0 | 4 | 08:20 | 02:08 |

|  | Finale titel |

|             |                         |       |                         |  |
| 4 juli 1909 | FC Askania Aschersleben | 2 – 1 | FC Germania Halberstadt |  |
| 4 juli 1909 |                         |       |                         |  |